# Louis de Brancas
Louis-Henri de Brancas-Forcalquier, deuxième marquis de Céreste, prince souverain (titulaire) de l'île de Nissiros, dit « Le Marquis de Brancas », né à Pernes le 19 janvier 1672 et mort le 9 août 1750, est un militaire français des XVIIe et XVIIIe siècles. Il est élevé à la dignité de Maréchal de France en 1740.

## Famille
Il est le fils de Henri de Brancas marquis de Céreste et de Dorothée de Cheylus. Il est le frère de deux évêques:  Henri Ignace de Brancas (1687-1760), évêque de Lisieux de 1715 à sa mort ; Jean-Baptiste de Brancas (1693-1770), évêque de La Rochelle puis archevêque d'Aix. Il est l'oncle maternel de Jean-Joseph de Fogasses d'Entrechaux de La Bastie (1704-1767), évêque de Saint-Malo et de Louis-Henri Fogasses de la Bastie (vers 1714-1754), qui a refusé l'évêché de Lavaur en 1748.  
Le 24 janvier 1696, il épouse Elizabeth Charlotte de Brancas-Villars (1679-1741). Ils ont 11 enfants dont plusieurs sont mort-nés ou morts en bas âge. Six enfants sont arrivés à l'âge adulte: 
- Marguerite Candide de Brancas (née en 1703) religieuse, abbesse de Saint-Léger de Préaux 1732-1760;
- Marie ou Françoise Gabrielle de Brancas  (1705-1724) épouse en 1723 François-Louis Le Tellier, marquis de Souvré, meurt en couches;
- Marie Joseph de Brancas (+ 2 mai 1776 à 69 ans), religieuse de la Visitation de la rue du Bac, élue supérieure du couvent en 1750, puis à cinq reprises[3];
- Louis Bufile de Brancas  (1710-1753), appelé le comte de Forcalquier, lieutenant général au gouvernement de Provence 1719-1753, épouse en 1742 Françoise Renée de Carbonnelle de Canisy, veuve du marquis d'Antin, meurt sans enfant
- Marie-Thérèse de Brancas (1716-1782), épouse en 1736 Jean Anne de Larlan de Kercadio, comte de Rochefort, marquis de La Dobiaye[4] et devient la comtesse de Rochefort; elle tient un salon aristocratique[5] ; veuve en 1772[6], elle se remarie avec Louis-Jules Mancini-Mazarin (1716-1798), duc de Nivernais[7], peu avant de mourir le 4 décembre 1782;
- Louis Paul de Brancas (1718-1802), appelé chevalier, puis marquis de Brancas, duc de Céreste, nommé lieutenant général au gouvernement de Provence en 1753, épouse en 1747 Marie Anne Renée Jacqueline Grandhomme de Gizeux: de leur union naît en 1751 Françoise Renée Candide, qui meurt jeune.

## Carrière
Louis-Henri de Brancas-Forcalquier est nommé deux fois à la tête de l'ambassade de France en Espagne, en 1705 et 1713. Il dirigea les deux ambassades de 1713 et 1727, fut Grand d'Espagne, chevalier de la Toison d'Or en 1713, directeur général du Haras en 1715, lieutenant général en Provence en 1719, conseiller d'État d'épée en 1719, gouverneur de Neuf-Brisach, Gouverneur de Nantes (1738), maréchal de France (promotion de 1741)
Il est nommé gouverneur de Nantes et commandant de Bretagne le 27 mars 1738.
Il sert Louis XV sur terre et sur mer, et est élevé à la dignité de maréchal de France le 11 février 1741.
Il est également Grand d'Espagne et chevalier de la Toison d'or (26 décembre 1713).

## Armoiries
Armoiries de la Famille de BrancasD'azur, au pal d'argent, chargé de trois tours de gueules, et accosté de quatre pattes de lion mouvantes des flancs de l'écu posées en chevron.
DeviseDella branla il leone, ou ex ungue leonem.